# Álvaro García Rivera
 Álvaro García Rivera (Utrera, Sevilla, 27 de octubre de 1992) es un futbolista español que juega como centrocampista y su equipo es el Rayo Vallecano de la Primera División de España.

## Trayectoria
En julio de 2013, tras haber jugado la campaña anterior en el San Fernando C. D., fichó por el Granada C. F. En la temporada 2013-14 jugó principalmente con el filial, aunque llegó a participar en cuatro partidos de Primera División, y las dos siguientes estuvo cedido, primero en el Racing de Santander y después en el Cádiz C. F. Se quedó en este último tras terminar la cesión y permaneció dos años más, hasta que el 23 de agosto de 2018 fue traspasado al Rayo Vallecano, equipo con el que firmó un contrato de cinco años.

## Clubes
| Club                         | País   | Año           |
| ---------------------------- | ------ | ------------- |
| San Fernando C. D.           | España | 2012-2013     |
| Granada C. F. "B"            | España | 2013-2014     |
| Granada C. F.                | España | 2014-2016     |
| Racing de Santander (cedido) | España | 2014-2015     |
| Cádiz C. F. (cedido)         | España | 2015-2016     |
| Cádiz C. F.                  | España | 2016-2018     |
| Rayo Vallecano               | España | 2018-presente |